# 순지트

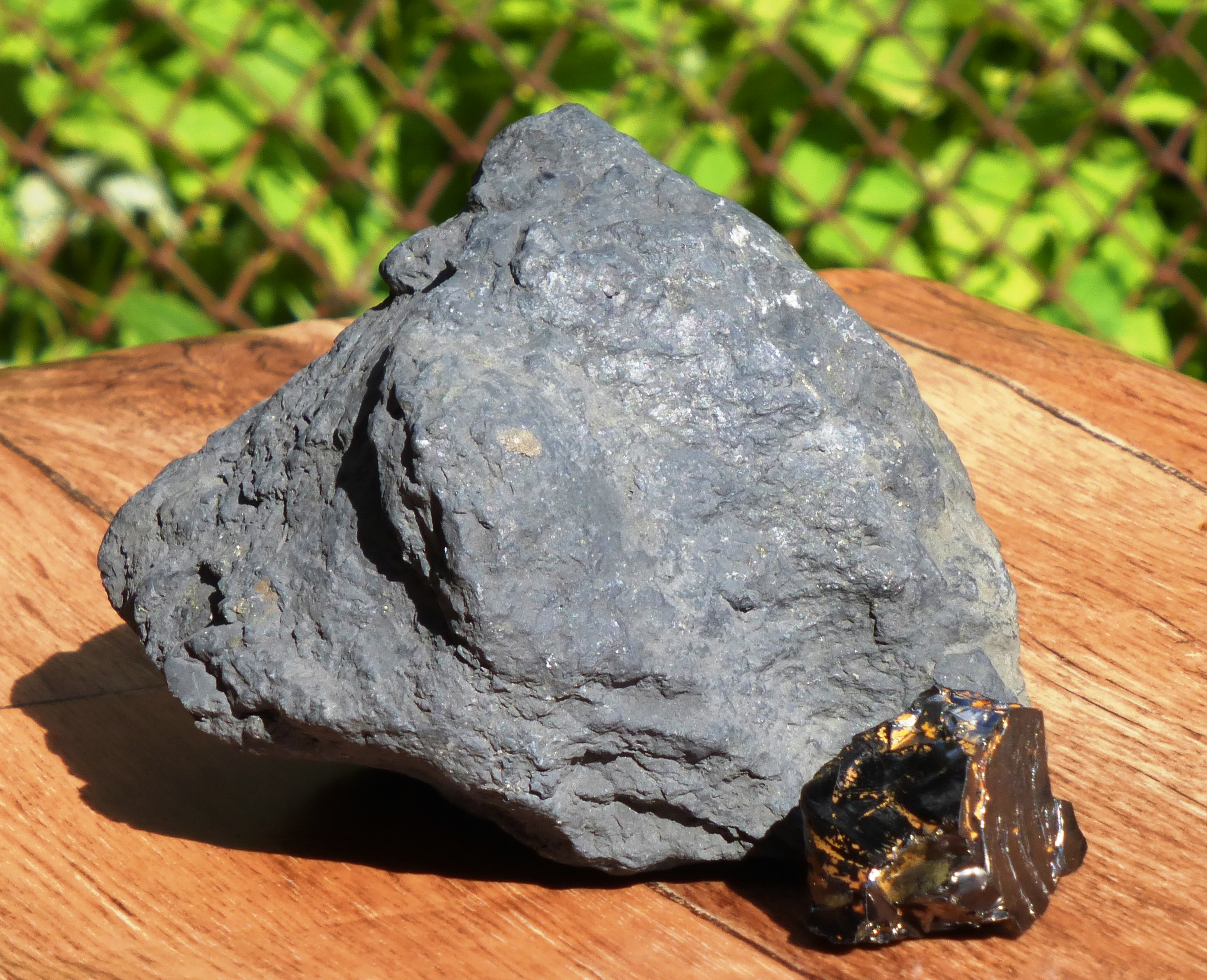
순지트

순지트(러시아어: Шунгит, 영어: Shungite)는 Sio2(규산염)과 C60(풀러렌, Fullerene)이 주 성분인 암석이다.
지구 상에서 유일하게 러시아 북부 카렐리야 공화국의 슝가 지역에서만 채취되어 순지트라 명명되었다.
풀러렌의 함량에 따라 순지트의 색상이 결정되는데 검은색 순지트(Normal Shungite)는 탄소와 풀러렌이 60%이하이고 검은색인데 광택이 나는 페트로프스키 순지트(Petrovsky Shungite)는 탄소와 풀러렌이 60~90%이며 은색 순지트(Elite Shungite)는 탄소와 풀러렌이 90% 이상이다.
풀러렌을 발견한 과학자들(로버트 플로이드, 해럴드 크로토, 리처드 스몰리)은 1996년 노벨 화학상을 수상하였다.

## 같이 보기
- 탄화수소
- 오일 셰일